# God Save the Queen (Sex Pistols)
«God Save the Queen» (en català: Déu salvi la Reina) és una cançó de la banda de punk rock anglesa Sex Pistols, publicada com a senzill el 27 de maig de 1977 (coincidint amb el Jubileu de Plata de la reina Elisabet II) i posteriorment inclosa a l'àlbum d'estudi Never Mind the Bollocks, Here's the Sex Pistols. Agafa el títol de l'himne nacional del Regne Unit, amb la intenció de criticar i provocar la monarquia britànica.
La lletra de la cançó, així com la portada, alçaren una forta controvèrsia al Regne Unit en el moment de la seva publicació. Tant la BBC com la Independent Broadcasting Authority (el cos regulador de la televisió i la ràdio en aquell moment) la censuraren i es negaren a reproduir-la. Malgrat la censura, la cançó assolí el número 1 a la llista de l'NME i el número 2 de la llista de vendes oficial, la UK Singles Chart, enmig d'acusacions de que s'havien manipulat les dades perquè no assolís la màxima posició.